# Kaplica ewangelicko-augsburska w Poznaniu
Kaplica ewangelicko-augsburska w Poznaniu – dawna neogotycka kaplica cmentarna, po II wojnie światowej wiele lat służąca jako świątynia parafii ewangelicko-augsburskiej w Poznaniu.
Znajduje się przy ul. Grunwaldzkiej 48, na terenie jednostki pomocniczej Osiedle Grunwald Południe, w dzielnicy Grunwald, na terenie Parku Manitiusa.

## Charakterystyka

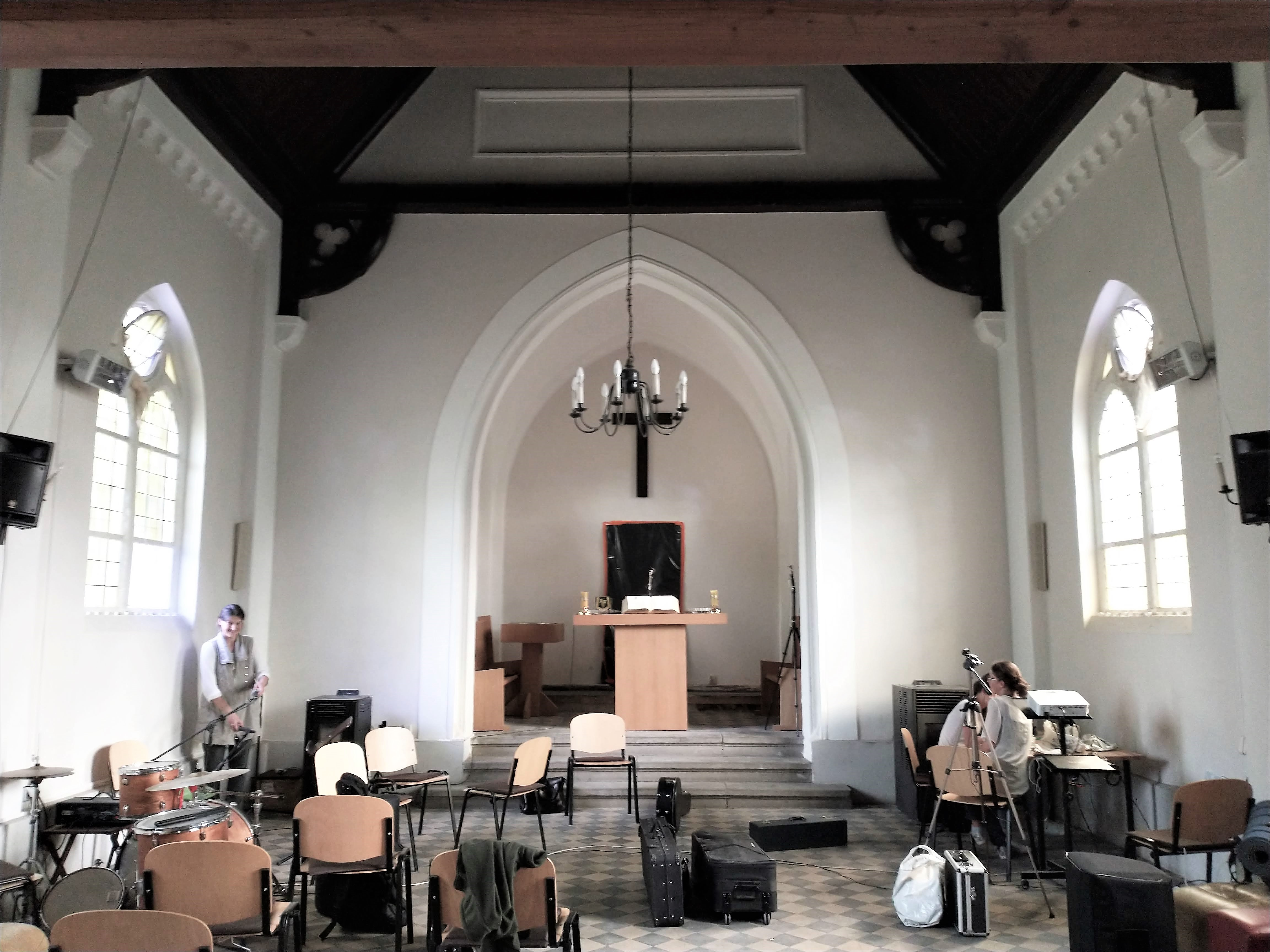
Wnętrze z ołtarzem

Została zbudowana w 1896 r. jako kaplica cmentarna parafii ewangelickiej św. Pawła. Po zamknięciu cmentarza, w 1946 władze miejskie przyznały kaplicę pozbawionej własnego miejsca zgromadzeń parafii ewangelicko-augsburskiej jako tymczasowe miejsce nabożeństw, do czasu odzyskania jednego z poewangelickich obiektów sakralnych. Brak własnego kościoła spowodowany był wcześniejszym zajęciem wszystkich świątyń ewangelickich przez państwo i przekazanie ich w użytkowanie Kościołowi rzymskokatolickiemu. Od 1948 roku przez kilka lat kaplicę współużytkowała parafia polskokatolicka pw. Narodzenia NMP. Brak postępów w tej sprawie, a później zakazy władz PRL budowy nowej świątyni lub rozbudowy dotychczasowej sprawiły, że problem ten został rozwiązany dopiero poprzez budowę w pobliżu nowego kościoła Łaski Bożej przy ul. Obozowej, poświęconego w 2004. Ostatnie nabożeństwo w kaplicy odprawiono w 2003.
Kaplica jest budowlą ceglaną, jednonawową, z płytkim prezbiterium. Od strony ulicy nawę poprzedza przedsionek. Chór kryty jest sklepieniem krzyżowym, w nawie znajduje się oszalowana otwarta więźba dachowa. Wnętrze nawy oświetlają ostrołukowe okna. Nawę i podwyższone prezbiterium łączy profilowana arkada. Pierwotnie pod kaplicą mieściła się kostnica, dostępna szeroką arkadą w tylnej ścianie obecnej zakrystii. Skromne wyposażenie wnętrza zostało zgromadzone po wojnie z nieczynnych kościołów ewangelickich na terenie województwa. W 1953 umieszczono tablicę pamiątkową ku czci ks. Gustawa Manitiusa. W 1965 wnętrze zmodernizowano, wykonano nowy wystrój prezbiterium, a w oknach umieszczono oszklenie firmy Powalisz. W latach 90. XX w. pomieszczenie w piwnicy przejściowo adaptowano na salkę parafialną, zbudowano chór muzyczny i wstawiono nowe ławki. Po poświęceniu świątyni Łaski Bożej, przeniesiono tam również tablicę pamiątkową, natomiast wyposażenie przekazano do nowej kaplicy ewangelickiej w Pile.

## Galeria

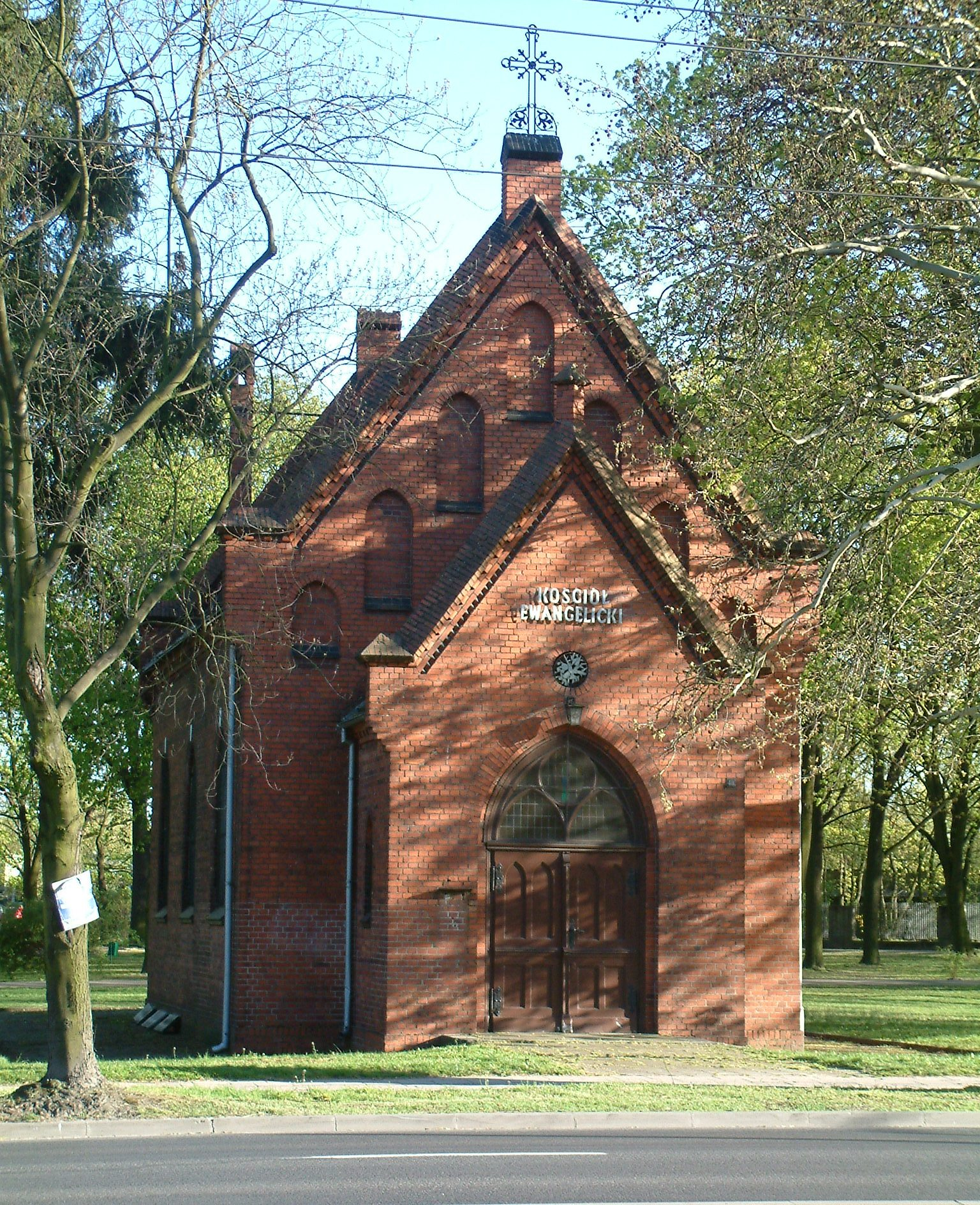
Fasada w 2007
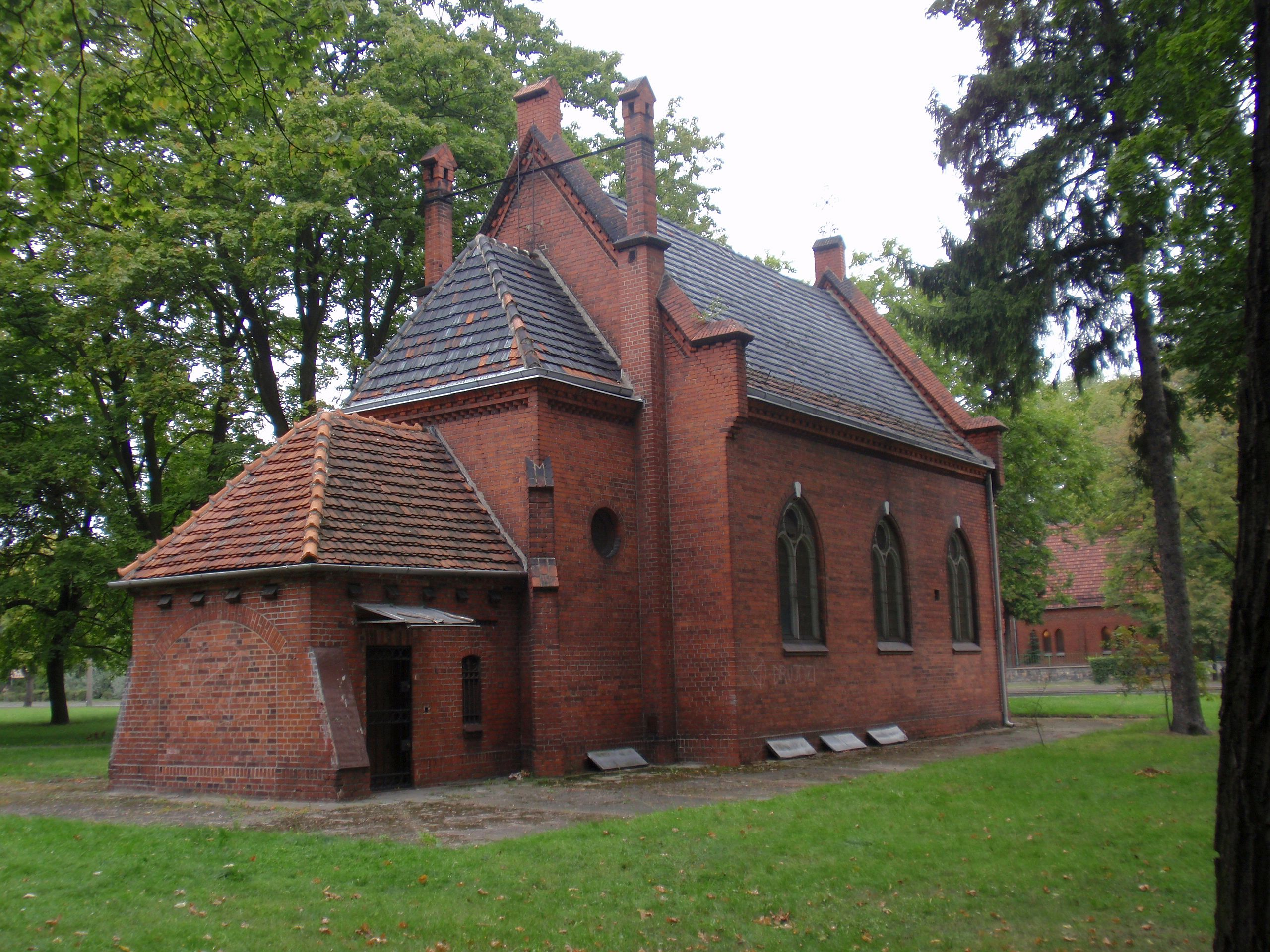
Widok od strony parku
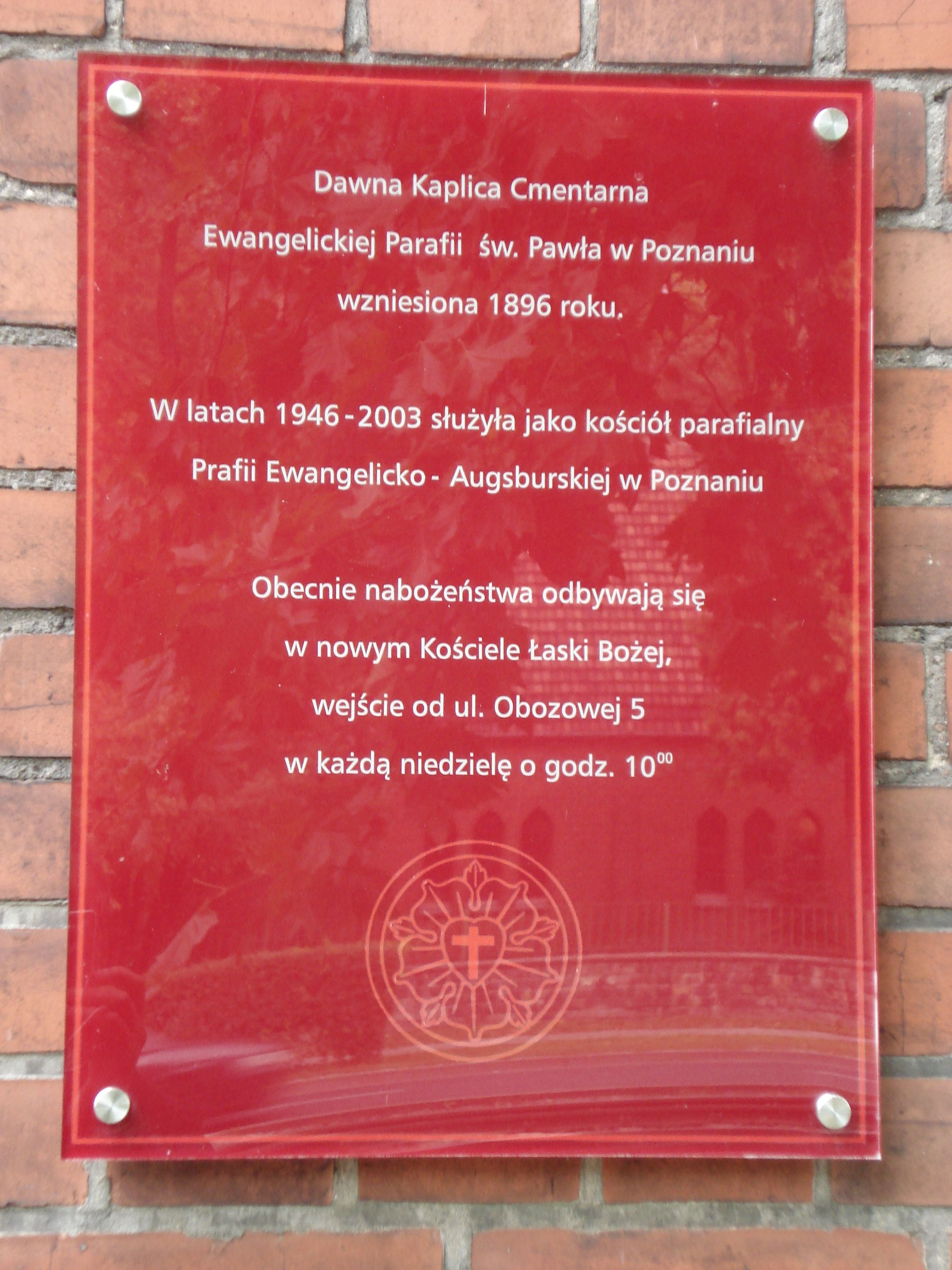
Tablica informacyjna